# Électroménager (film)
Pour plus de détails, voir Fiche technique et Distribution.
Électroménager est un film français réalisé par Sylvain Monod et sorti en 2001.

## Fiche technique
- Titre : Électroménager
- Réalisation : Sylvain Monod
- Scénario : Sylvain Monod et Nathalie Donnini
- Photographie : Olivier Guéneau
- Décors : Mathieu Menut
- Costumes : Monic Parelle
- Son : Philippe Morel
- Mixage : Joël Rangon
- Musique : Élie Paul Cohen
- Montage : Laurent Rouan
- Pays :  France
- Producteur : Paulo Branco
- Sociétés de production : Canal+ - Gémini Films
- Durée : 85 minutes
- Date de sortie : France - 14 mars 2001

## Distribution
- Éric Elmosnino : Jean
- Muriel Solvay : Clotilde
- Camille Japy : Nicole
- Isaac Sharry : Olivier
- Judith Rémy : Patricia
- Gilles Arbona : Bob
- Françoise Lebrun
- Catherine Rétoré
- Pierre Louis-Calixte
- Mar Sodupe
- Julie Duhayot
- Jean-Claude Frissung
- Philippe Suner
- Hélène Foubert
- Antoine Réjasse